# Manuel Díez-Alegría

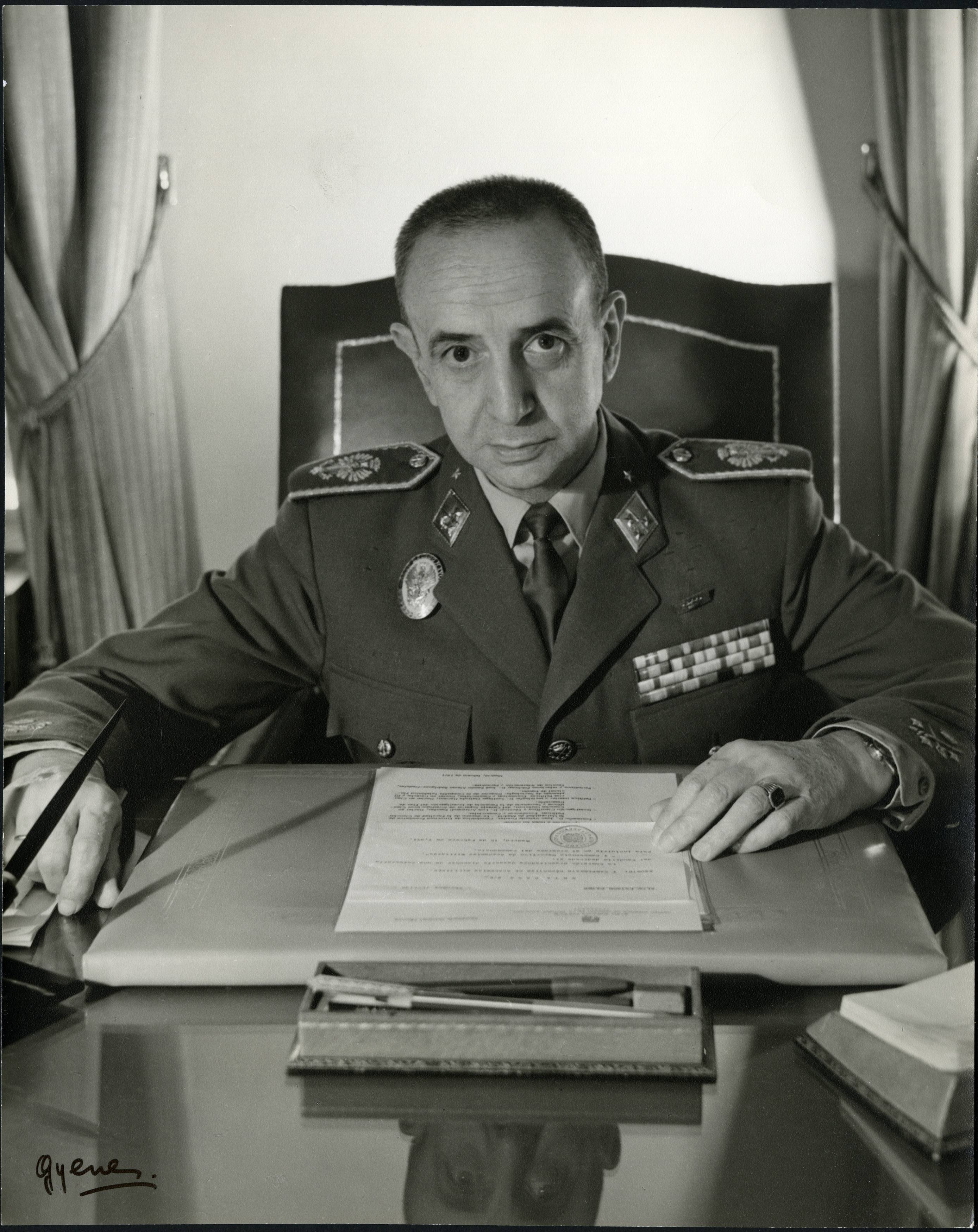
Manuel Díez-Alegría (1980)

Manuel Díez-Alegría Gutiérrez (* 25. Juli 1906 in Llanes; † 3. Februar 1987 in Madrid) war ein spanischer Soldat und Diplomat.

## Biografie
Er wurde am 25. Juli 1906 im asturischen Bezirk Buelna geboren, der zur Gemeinde Llanes gehört. Er war der Bruder des Militärs Luis Díez-Alegría Gutiérrez und des Jesuitenpriesters José María Díez-Alegría Gutiérrez. Er ist der Sohn von Manuel Díez-Alegría García und María Gutiérrez de la Gándara.
Er studierte am Colegio de la Inmaculada und schloss dieses 1922 ab. 1923 trat er in die Ingenieurakademie der Armee ein und schloss sie 1929 als Leutnant ab.
Bei Beginn des Bürgerkriegs schloss er sich den Rebellen an und nahm an verschiedenen Kriegsschauplätzen wie den Feldzügen im Norden, in Aragonien, in der Levante, am Ebro und in Katalonien teil.
1940 wurde er zum Großkreuzritter des Lazarus-Orden ernannt. Er studierte Rechtswissenschaften und unterrichtete Kurse an mehreren Militärakademien, darunter der Engineers Academy, deren Direktor er war. Im Jahr 1964 leitete er auch die Army Higher School. Er verkörperte die Gruppe der Regimesoldaten, die an einer Modernisierung und Professionalisierung der Armee interessiert waren. Er wurde 1961 zum Generalmajor und 1967 zum Generalleutnant befördert. Im Februar 1968 wurde er zum Direktor des Higher Center for National Defense Studies (CESEDEN) ernannt.
Im Juli 1970 wurde er zum Chef des Hohen Generalstabs ernannt, jedoch nach einem kontroversen Interview in Bukarest (Rumänien) mit dem als Generalsekretär der Partido Comunista de España fungierenden Santiago Carrillo entlassen. Dieses angebliche Interview wurde von Santiago Carrillo selbst in der spanischen Fernsehserie La Transición unter der Regie von Victoria Prego dementiert.
Als Absolvent des Generalstabs hatte er verschiedene Positionen im Ausland inne, beispielsweise als Militärattaché der spanischen Botschaft in Brasilien. Später wurde er zwischen 1976 und 1978 Botschafter Spaniens in Kairo.
Er war ordentliches Mitglied der Real Academia de Ciencias Morales y Políticas, bei der er am 5. März 1968 seine Aufnahmerede mit dem Titel «Defensa y Sociedad» (deutsch: „Verteidigung und Gesellschaft“) hielt. Auch war er Mitglied der Real Academia Española, in die er am 20. Januar 1980 mit der Lesung von «Efímero esplendor. La escuela literaria militar de la Gloriosa y la Restauración» (deutsch: „Vergänglicher Glanz. Die literarische Militärschule der glorreichen Zeit und der Restauration“) eintrat.
Er war zwischen 1970 und 1977 Prokurist im Cortes franquistas.
Er starb am 3. Februar 1987 in der Marine-Poliklinik in der Arturo-Soria-Straße in Madrid.

## Werke
- Manuel Díez-Alegría: Defensa y sociedad: un enfoque actual del problema externo de los ejércitos. Real Academia de Ciencias Morales y Políticas, Madrid 1968 (spanisch).
- Manuel Díez-Alegría: Ejército y Sociedad. Alianza Editorial, Madrid 1972 (spanisch).
- Manuel Díez-Alegría: Efímero esplendor. La escuela literaria militar de la Gloriosa y la Restauración. Real Academia Española, Madrid 1980 (spanisch).

## Auszeichnungen
- Großkreuz des Königlichen und Militärischen Ordens des heiligen Hermenegildes (1961)[7]
- Großkreuz (mit weißem Abzeichen) des Militärverdienstordens (1964)[8]
- Großkreuz (mit weißem Abzeichen) für Marineverdienste (1968)[9]
- Großkreuz des Imperialen Ordens vom Joch und den Pfeilen (1969)[10]
- Großkreuz des Ordens Isabel la Católica (1970)[11]
- Großkreuz des Orden Alfons X. des Weisen (1971)[12]
- Großkreuz des Zivilverdienstordens (1977)[13]